# Diferencia salarial racial en Estados Unidos
En los Estados Unidos, a pesar de los esfuerzos de los defensores de la igualdad, la desigualdad de ingresos persiste entre las razas. Los asiático-americanos tienen el mayor ingreso promedio, seguido por los blancos, por lo general después los hispanos, los negros y, finalmente, los nativos americanos. Una variedad de las explicaciones para estas diferencias que se han propuesto, -como la diferencia de inteligencia, el acceso a la educación y la experiencia de la discriminación,- y el tema es muy controversial.
Cuando se aprobó la Ley de Derechos Civiles de 1964, pasó a ser ilegal que los empleadores discriminen por motivos de raza; sin embargo, las diferencias de ingresos no han cambiado. Después de la aprobación de la ley, la brecha salarial para los grupos minoritarios se redujo, tanto en la diferencia absoluta con los salarios de los blancos y como con porcentaje de los salarios de blancos, hasta mediados de la década de 1970; en este momento, el progreso de muchas minorías raciales se desaceleraron, deteniéndose o invirtiéndose. A partir de 2009, el salario semanal medio de los trabajadores afroamericanos e hispanos fue aproximadamente el 65 por ciento y 61 por ciento del de los trabajadores blancos, respectivamente. El salario medio de los trabajadores asiáticos fue aproximadamente 101 por ciento la de los blancos, los salarios de las mujeres de las minorías en comparación con los de las mujeres blancas son mejores que los de los hombres de las minorías, en comparación con los de los hombres blancos.
Conocer las desigualdades en los salarios de diversas razas es útil para entender la desigualdad racial en general en los Estados Unidos debido al papel integral que juegan los salarios. Los salarios del mercado laboral son la fuente principal de ingresos para la mayoría de las familias en los Estados Unidos, y el ingreso es un indicador de status socio-demográfico que es importante en la comprensión de la construcción de la riqueza.

## Causas
Los estudios sobre la brecha salarial de distintas razas minoritarias en los Estados Unidos han puesto en manifiesto una serie de factores que contribuyen a las diferencias de salarios observadas entre los estadounidenses blancos y los estadounidenses de otras razas. Los factores que contribuyen a las brechas salariales de distintas razas y el grado en que afectan a cada carrera varían, pero muchos factores son comunes en la mayoría o todas las razas.

### Disparidades en la educación
La educación es uno de los determinantes más influyentes de los salarios, por lo que es un factor que contribuye a la brecha salarial racial. Diferentes niveles de educación entre las razas llevan a diferentes salarios para los diversos grupos raciales. La educación afecta a los salarios ya que permite el acceso a ocupaciones de mayor estatus que ofrecen mayores ganancias. Mary C. Aguas y Karl Eschbach estudiaron la disminución de la brecha salarial en blancos y negros de la década de 1940 hasta la década de 1970 y encontraron que la razón principal de la disminución de la brecha salarial es el estrechamiento de la brecha educativa entre negros y blancos. Cuando la educación de los distintos grupos se hacen más iguales, las diferencias salariales disminuyen, aunque no desaparecen.

### Disparidades en la distribución ocupacional

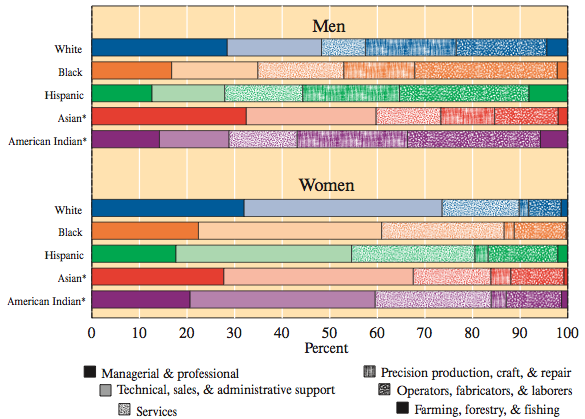
La distribución de la ocupación de personas empleadas en los Estados Unidos, 1997.

La forma en que las razas están distribuidas en ocupaciones afecta la brecha salarial racial. Blancos y asiático-americanos, que tienen los más altos ingresos medios, se concentran más en el ámbito profesional, ejecutivo y ocupaciones gerenciales a diferencia de negros, hispanos o los indios americanos. Los trabajadores negros e hispanos no sólo son más propensos a trabajar en empleos manuales o de servicios, pero tienden a concentrarse en la parte baja de los salarios/puestos de trabajo cualificados, como los operadores, fabricantes y trabajadores, en lugar de los mejores pagados de producción de precisión y trabajos de artesanía dentro de esas categorías.
La distribución ocupacional varía para las mujeres de distintas razas también. Las mujeres blanca y las mujeres asiáticas tienen más probabilidades de trabajar en ocupaciones gerenciales y profesionales, mientras que negras, hispanas y americanas nativas indígenas son más propensos a trabajar en ocupaciones de servicios. Por lo tanto, debido a que ciertas razas son más propensas a tener empleos de baja remuneración, las brechas en los ingresos medios entre las razas surgen.
Un estudio realizado por Kenneth Couch y Mary Daly encontró que la distribución ocupacional entre negros y blancos mejoró entre 1970 y la década de 1990. En 1968, un hombre negro tenía sólo el 20 por ciento de probabilidades de ser empleado como gerente en comparación a un hombre blanco y sólo el 40 por ciento de probabilidades de trabajar en una ocupación profesional. En 1998, los porcentajes se incrementaron un 50 por ciento y un 70 por ciento, respectivamente. A pesar de esta mejora, todavía existen diferencias de distribución del trabajo entre negros y blancos. En 1998, un hombre negro era todavía más probable que un hombre blanco para trabajar en empleos de menores habilidades y es menos probable a comparación de un hombre blanco de trabajar en empleos bien remunerados.

### Globalización
La globalización de la economía de los Estados Unidos en los años 1970 y 1980 provocó un cambio en la distribución del ingreso de Estados Unidos. A medida que Estados Unidos se unió a la economía global del mercado, se produjeron tres resultados. Los que poseía el capital humano y financiero, como la educación, tuvieron éxito en la nueva economía, porque el dinero y las habilidades que tenían que ofrecer existía una oferta limitada. Los que poseía sólo el trabajo no les fue bien, porque la mano de obra barata, estaba en un exceso de oferta en el mercado global.
En la nueva economía globalizada que se formó, gran parte de la industria manufacturera de Estados Unidos se exportó, afectando negativamente al grupo de estadounidenses en la sección más baja de la distribución de la educación, una sección en la que están sobre representados los grupos minoritarios. El aumento de la desigualdad general de salarios creado por la menor demanda de la nueva economía de mano de obra física las minorías fueron desproporcionadamente afectadas también. La reestructuración económica también sirvió para crear barreras estructurales para la mejora para aquellos con la menor educación y habilidades. Por lo tanto, los Estados Unidos cambiaron de tener una ventaja de economía globalizada a una mayor disparidad de ingresos entre los grupos de educación, los cuales, debido a la distribución desigual de las minorías en puestos de trabajo y un aumento general de la desigualdad salarial, llevaron a que la brecha salarial aumentara entre los blancos y las minorías.

### Distribución geográfica
La distancia entre puestos de trabajo y la ubicación de las viviendas de las minorías afecta a la capacidad de las minorías a encontrar trabajo rentable. Saskia Sassen encontró que la redistribución de los puestos de trabajo de fabricación de las ciudades centrales en la década de 1980 afectó negativamente la brecha salarial entre negros y blancos, porque la mayoría de los negros viven en las ciudades.

### Nacimientos extranjeros
Una persona de una raza minoritaria que no nace en las bases de los Estados Unidos reciben peores salarios que los que son nacidos en el país. Los más afectados son los hombres y mujeres de Japón y China y las mujeres filipinas; sin embargo, un estudio realizado por Gwartney y Long (1978) encontró que hay un efecto positivo en los resultados económicos de los inmigrantes de segunda generación, o los hijos de inmigrantes que son nacidos en el extranjero, de los cuales creen que significa que hay rasgos específicos de padres inmigrantes que son beneficioso para el éxito económico de sus hijos.

### Canalización de clientes
Cuando se comparan las diferencias salariales en ocupaciones para los negros y los blancos, se observa que las ocupaciones que dependen de las redes sociales para el éxito tienden a tener las mayores disparidades raciales, mientras que las ocupaciones en las que el éxito no depende del tipo de clientes atendidos tienden a tener disparidades menos raciales. Esta diferencia se ha atribuido a la canalización de los empleados, o a la asignación de los empleadores blancos de los empleados de las minorías para servir a clientes minoritarios. Las implicaciones de la canalización de los empleados para un agente de bienes raíces de negro, por ejemplo, sería que sirvieran de manera desproporcionada a los clientes y los barrios negros, lo que resulta en menores comisiones por ventas. De esta manera, la canalización de los empleados, identificado como una forma social de la discriminación, contribuye a la brecha salarial.

### Discriminación
Cuando el capital humano, las habilidades y otros factores que contribuyen a la brecha salarial racial se tienen en cuenta, muchos investigadores encuentran que todavía hay una parte de la brecha salarial racial que es inexplicable. Muchos atribuyen esto a otro factor: la raza. Las diferencias en los salarios debidos únicamente a la raza es la discriminación racial. A través del uso de controles estadísticos, sociólogos y economistas "preguntan si una persona determinada con las mismas características de fondo, como el nivel de educación, la región de residencia, sexo, características matrimoniales, tiene las mismas ganancias que una persona estadísticamente equivalente a una de una raza diferente/grupo étnico". Las diferencias que surgen son tomadas como prueba de la discriminación racial. La investigación ha encontrado discriminación salarial y la discriminación laboral contra los negros, nativos americanos, hispanos y asiáticos; Sin embargo, se ha encontrado que la discriminación es un factor que contribuye mucho más para los salarios de raza negra que los salarios de otras razas.
Un estudio realizado por Grodsky y Pager (2001) encontró que los atributos individuales, como el capital humano y la región, representan poco más de la mitad de la brecha salarial entre blancos y negros y un 20 por ciento adicional se debe a diferentes distribuciones ocupacionales entre negros y blancos. La parte restante de la brecha salarial no explicada por los factores de distribución individuales y ocupacionales se piensa que es debido, al menos en parte, a la discriminación.
La discriminación basada en la raza se ha encontrado en otras investigaciones también. En un estudio se encontró que el 74 por ciento de los empleadores segregan racialmente a los negros y se ha encontrado que los negros tienen salarios más bajos que los blancos que trabajan en la misma industria. Los blancos latinos ganan salarios más altos que los latinos no blancos, independientemente de si son nativos o inmigrantes, lo que sugiere una posible discriminación basada en el color de la piel. Además, muchos empleadores admiten abiertamente la discriminación contra los negros y los trabajadores en el interior de la ciudad ya que un estudio por Kirschenman y Neckerman (1991) lo encontró. Las auditorías de contratación también han encontrado la discriminación en el mercado de mano de obra. Los negros y los blancos que tienen las mismas credenciales reciben puestos de trabajo, a razón de 3:1.

## Razas específicas

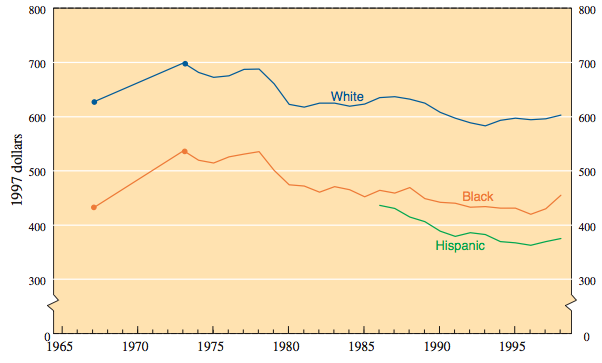
Comparación semanal de ingresos por raza, 1965-1995.

Las brechas salariales se han identificado en muchas razas dentro de los Estados Unidos; sin embargo, la investigación ha encontrado que el tamaño y las causas de la brecha salarial difiere por la raza; por ejemplo, el trabajador promedio masculino negro gana 74 por ciento más que el trabajador varón blanco medio, mientras que el trabajador medio hombre hispano gana sólo el 63 por ciento como mucho. Para comprender más plenamente y con precisión el tema de la brecha salarial racial en los Estados Unidos, es útil examinar diferentes razas individualmente para entender las causas y resultados que son exclusivos de ellos.

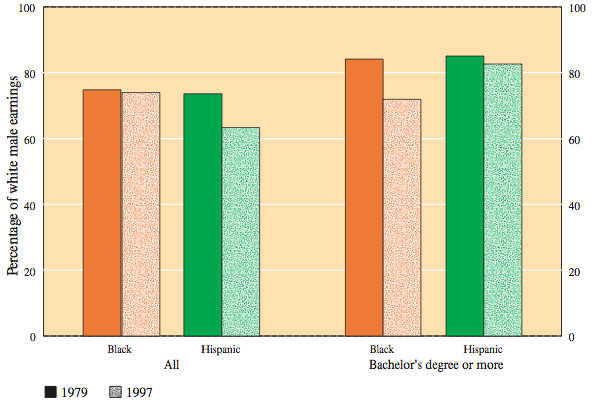
Porcentaje de las ganancias de hombres hispanos y negros en comparación a las ganancias de hombres blancos, 1979 y 1997.

### Negros
La Ley de Derechos Civiles de 1964, que prohibía a los empleadores discriminar por motivos de raza, fue una de las influencias más tempranas y más grandes en la brecha salarial entre blancos y negros. El acto, junto con la prosperidad económica de la década de 1960, contribuyó al aumento de los salarios negros, aumentó la educación para los negros y el aumento de los retornos a la educación. De hecho, en 1940, los salarios semanales del hombre negro promedio fueron sólo el 48,4 por ciento de la del hombre blanco promedio. En el año 1990, habían aumentado a 75 por ciento, una mejora del 60 por ciento en cinco décadas.
Desde el fin de la segregación legal hasta mediados de la década de 1970, la brecha salarial entre blancos y negros siguió estrechándose; sin embargo, desde mediados de 1970 hasta casi 1990, el progreso en la igualdad salarial se desaceleró considerablemente. Desde 1968 hasta 1979, la brecha salarial en blancos y negros se redujo en un promedio del 1,2 por ciento cada año. Durante los años 80, sin embargo, aumentó 0.24 por ciento cada año. Durante la década de 1990, la brecha salarial entre blancos y negros disminuyó 0.59 por ciento cada año. Este descenso proporcional también fue acompañado por una disminución en la diferencia absoluta de los salarios en blancos y negros.
Los análisis han descubierto algunas de las influencias que subyacen en las mejoras de la brecha salarial entre blancos y negros. Durante las décadas de progreso (1970 y 1990), 30 por ciento de la convergencia brecha salarial se puede atribuir a los cambios en la educación de negros y experiencia. Más igualación en la distribución del empleo también influyó en la convergencia durante esas décadas. Los factores identificados como contribuyentes a la disminución de la brecha salarial de convergencia incluyen "los cambios en la demanda de la industria, un mayor hacinamiento en el trabajo, deterioro relativo de habilidades no observables en los negros y el aumento de la desigualdad salarial general masculina".
La disminución de la brecha salarial entre blancos y negros en la década de 1990 fue mayor para aquellos que tenían menos de 10 años de experiencia potencial, para quienes disminuyó 1.40 por ciento por año. Informe Kenneth Couch y María C. Daly en su estudio de 2002 reportaron que estas reducciones de la desigualdad salarial eran el resultado de una mayor diversidad y la reducción de las diferencias observadas o residuales ocupacionales. En la primera década del siglo XXI, la brecha salarial ha fluctuado en términos de la relación entre los negros y los salarios blancos: 67.7 por ciento en el 2000, 64.0 por ciento en 2005, el 67.5 por ciento en 2008 y 64.5 por ciento en 2009. La diferencia absoluta de los salarios entre blancos y negros, sin embargo, ha disminuido durante este período.
Negros estadounidenses ahora son 36 millones, el 12,9% de la población total. A partir de 2009, la media de los ingresos de hombres negros fue de $23,738, en comparación con la media de los ingresos de hombres blancos no hispanos fue de $36,785.
Si bien se ha avanzado en la desigualdad salarial para los negros desde la aprobación de la Ley de Derechos Civiles de 1964, todavía existen desigualdades y discriminación. Un estudio realizado por el Mayor G. Coleman (2003) reporta que los hombres blancos y negros tienen las calificaciones de desempeño competitivo más similares, las diferencias salariales raciales aumentan en lugar de disminuir. También encontró que los salarios negros son inferiores a los salarios blancos en la misma industria. Cuando no se consideran otros factores además de la raza, Coleman predice que el salario negro por hora es de $ 7,49 y el salario blanco por hora es $8,92, un 19 por ciento más alto que el salario por hora negro. Cuando Coleman es controlado por el capital humano, como la educación y las habilidades, la diferencia se redujo a 11 por ciento. Coleman atribuye esta diferencia del 11 por ciento a la discriminación racial.
Grodsky y Pager también calcularon las diferencias salariales y encontraron que los negros ganan $3,65 menos por hora que los blancos en el sector privado y $2.85 menos en el sector público. Usando regresiones estadísticas, se encontraron con que el capital humano, la región y el estado civil influyen el 55 por ciento de la diferencia brecha salarial. Un 20 por ciento adicional de la brecha salarial se atribuyó a las diferencias en la distribución del trabajo entre negros y blancos. Por lo tanto, el 25 por ciento de la diferencia salarial esta en paradero desconocido por su modelo.
Las mujeres negras experimentan una mayor igualdad salarial en comparación con las mujeres blancas que entre los hombres negros y los hombres blancos. A mediados de la década de 1970, los salarios de las mujeres blancas y negras eran casi iguales; sin embargo, desde entonces, los salarios de las mujeres negras han disminuido un 10 por ciento con relación a los salarios de las mujeres blancas. Esta diferencia que surgió se ha atribuido al aumento de las mujeres blancas en la mano de obra después de mediados de 1970.
Se ha sugerido que cuando más mujeres blancas comenzaron a trabajar, las ventajas de las mujeres negras de diferencias de fuerza de trabajo adjunto desaparecieron, dejando al descubierto una brecha salarial racial. Mientras que una brecha salarial global apareció entre las mujeres blancas y negras, para 1980, los ingresos de las mujeres negras con títulos universitarios superaron las de las mujeres blancas con títulos universitarios. La comprensión de los ingresos de las mujeres negras recientemente ha sido reconocido como un importante área de la investigación debido al papel que las mujeres negras tienen tradicionalmente en términos de ingresos de la familia: normalmente las parejas casadas negras se han basado más en las ganancias de las mujeres que otras razas y el porcentaje de padres solteros, familias mantenidas por mujeres es más alta entre la población negra.

### Hispanos
El grupo de minoría hispana en los Estados Unidos, compuesto por 50,3 millones de personas en 2010, se compone de mucha variedad dentro de sí mismo en lo que respecta a los salarios, aunque los salarios de todos los grupos son más bajos que los de los blancos. En 2007, el mayor grupo hispano, que consta de 29,2 millones de personas, eran personas de origen mexicano, seguido por 4,1 millones de personas de origen puertorriqueño y 1,6 millones de personas de origen cubano. Los salarios medios de los hombres y las mujeres hispanas son más bajos que la media de los salarios de los negros y los blancos. Además, sus salarios relativos han caído desde 1979, se ha atribuido a una demanda de trabajadores con mayor nivel educativo y una brecha en los logros educativos, apoyada por el hecho de que los salarios relativos con educación universitaria de los hombres hispanos tiene poco tiempo de haber cambiado.
A diferencia de los resultados de la investigación para la minoría de negros, ha sido un hallazgo convergente que el mayor factor que contribuye a la brecha salarial de los hispanos es características de habilidades observables, especialmente la educación. Por lo tanto, el aumento de la educación se ha visto ha contribuido a que la brecha salarial disminuya. Los hombres hispanos con educación universitaria tienen salarios que son aproximadamente el 80 por ciento de los que ganan los hombres blancos con educación universitaria y son 10 por ciento más que los salarios percibidos por los hombres negros con educación universitaria. Las mujeres hispanas educadas en universidad ganan aproximadamente el 90 por ciento de lo que ganan las mujeres blancas con estudios universitarios, que es un poco más que los ingresos de las mujeres negras con estudios universitarios.
A pesar de la mejora en los salarios hechos por el nivel de instrucción, los hombres hispanos menos educados todavía tienen menos rendimiento de la educación que los hombres no hispanos que son estadísticamente comparables. Un estudio llevado a cabo utilizando los datos del censo de 1980 sobre los ingresos que controló la edad, la educación, la capacidad de lenguaje Inglés, natividad y Estado/residencia, encontró que una brecha salarial del 10 por ciento todavía existía para los hispanos en comparación con los no hispanos. Además, la discriminación contra los hombres y las mujeres hispanas se encontró en un estudio de auditoría de los empleadores en San Diego y Chicago.
Debido a que las habilidades y el nivel de instrucción es el principal factor que contribuye a la brecha salarial entre los hispanos, las diferencias en los niveles de educación de los diferentes subgrupos de hispanos se ha utilizado para explicar las diferencias en sus salarios. La tendencia típica de los salarios para los subgrupos hispanos es que los cubanos lo hacen mejor, mientras los puertorriqueños hacen lo peor, siendo gravemente desfavorecidos, incluso en comparación con los negros y los indios americanos. George J. Borjas atribuye estas diferencias de grupo a dos factores 1. La naturaleza de la decisión de migración (si las personas emigraron a los Estados Unidos por razones políticas o económicas) y 2. Los incentivos para los inmigrantes a adaptarse al mercado laboral de Estados Unidos.
Cuando los hispanos emigran a los Estados Unidos, ni su capital físico ni humano específico a su país de origen se transfiere fácilmente al mercado laboral de los Estados Unidos; inversiones en capital humano se deben hacer en los Estados Unidos con el fin de asimilarlo en el mercado de trabajo. Borjas sostiene que los grupos hispanos que emigran a los Estados Unidos por razones económicas, en lugar de razones políticas, tienen más incentivos para adquirir capital humano en los Estados Unidos y por lo tanto lo hacen más rápido que otros grupos. Esta adquisición más rápida de los resultados de capital humano en un mejor progreso económico y salarios más altos.
Por lo tanto, el éxito relativo de los cubanos se puede atribuir al hecho de que invierten habilidades de la educación y en el mercado laboral de los Estados Unidos más rápido y en mayor grado que otros grupos hispanos. Borjas reconoce que una de las principales razones de la migración hispana en los Estados Unidos es razones políticas y él sostiene que los refugiados políticos tienen menos incentivos para asimilar y adquirir capital humano que los que emigran por razones económicas. Este incentivo menor conduce a las brechas educativas observadas entre los hispanos y los blancos y por lo tanto en gran medida contribuye a la brecha salarial observada. A partir del análisis de los salarios hispanos durante los últimos seis decenios, Borjas concluye que, debido a las diferentes incentivos para asimilar y otros factores, los inmigrantes puertorriqueños van a esperar veinticinco años antes de que el proceso de asimilación se refleje en sus salarios y los inmigrantes mexicanos esperarán quince años.
Las mujeres hispanas, al igual que las mujeres negras, han experimentado un mayor éxito en los salarios en relativa igualdad con los hombres de su raza. A partir de 1995, las mujeres hispanas de todos los niveles educativos, a excepción de los que no tienen diploma de secundaria o grados asociados, tenían la paridad en las ganancias con las mujeres blancas. Si bien esta información es positiva, un examen más amplio de los salarios de las mujeres hispanas revela que la desigualdad sigue existiendo. En la década de 1990, las ganancias de tiempo completo de las mujeres hispanas cayeron en términos reales. Esta diferencia se atribuye principalmente a las diferencias en el nivel de instrucción.

### Asiáticos
A partir de 2010, 14 011 000 asiáticos vivían en Estados Unidos. Asiáticos americanos son la única minoría en los Estados Unidos, cuyo ingreso medio es más alto que los blancos. En 2009, el ingreso promedio para los hombres asiáticos era $37 330, en comparación con los ingresos medios para los hombres blancos no hispanos de $36 785. Sin embargo, no todos los grupos asiáticos en los Estados Unidos tienen salarios tan altos; ciertos grupos asiáticos han ido mejor que otros en el mercado laboral de Estados Unidos. Los asiáticos ya establecidos de China, Japón, Filipinas y la India tienen los salarios medios por encima del salario medio de los blancos no hispanos, pero no los refugiados del sudeste asiático de Laos, Camboya y Vietnam.
Parte de la explicación de los salarios más altos asiáticos es su promedio mayor de nivel educativo: en la década de 1990, el 23,3 por ciento de la población total masculina de Estados Unidos tenía al menos un título universitario, mientras que el 48,7 por ciento de los hombres indios asiáticos, el 41,6 por ciento de los filipinos hombres y 35 por ciento de los hombres chinos tenían al menos un título universitario. El más alto nivel de estudios de los asiáticos enmascara el hecho de que existe una brecha salarial entre los asiáticos y los blancos de las mismas ocupaciones. Los blancos ganan más que los asiáticos en casi todas las categorías profesionales, cuando se controlan otros factores. Sin embargo, la brecha está disminuyendo, como los asiáticos están ganando más ingresos de su estado la educación y ahora tienen salarios que son 92 por ciento más que los de los blancos en comparables puestos de trabajo.

### Indios Americanos
La minoría india americana ha sido menos estudiada que otros grupos minoritarios en los Estados Unidos, a pesar de que son el grupo más pobre. En 1990, el ingreso medio familiar para los indios americanos era $ 21 750, aproximadamente el 62 por ciento del ingreso familiar promedio $35 225 para todas las familias. La brecha salarial se ha atribuido en gran parte a "diferencias de capital humano" y hay debate si la discriminación afecta a la brecha salarial.

## Empleo del sector privado vs. público
La brecha salarial racial de los negros y los blancos se ha observado que difieren en los sectores público y privado. En un análisis de 2001, se encontró una diferencia de $ 3,65 por hora entre negros y blancos en el sector privado, una diferencia del 34 por ciento. En contraste, se encontró una diferencia menor de $ 2,85 por hora en el sector público, una diferencia del 21 por ciento. Para el 23 por ciento de los negros que trabajan en el sector público, la evidencia sugiere que los salarios se basan principalmente en las calificaciones individuales, pero para el 77 por ciento de los negros empleados en el sector privado, esta afirmación no se ha encontrado ser tan válida.
Además, se encontró un mayor porcentaje en el sector público de la brecha salarial que se explica por las características del capital humano de los logros educativos y potenciales años de experiencia, con respecto al sector privado. Además, un efecto encontrado en el sector privado en el que la población negra masculina tiene los salarios más altos absolutos de manera que incrementan su estatus, pero salarios más bajos en relación con los blancos de la misma condición, este efecto no se ha encontrado en el sector público.

## Políticas de la discusión
Aunque se han propuesto soluciones para eliminar la brecha salarial racial, no existe una receta para eliminarlo para todas las razas, o incluso para solo una. La investigación ha identificado diferentes lagunas y fuentes de brechas salariales para diferentes minorías salariales, lo que sugiere que las políticas públicas afectan a diferentes minorías de diferentes maneras y que las estrategias eficaces deben tener en cuenta las circunstancias particulares de cada grupo racial. El sociólogo Douglas Massey dispone de dos soluciones para disminuir la desigualdad salarial: mayores inversiones en la educación y la eliminación de la segregación racial. Señala que, en una economía globalizada, los que sólo ofrecen mano de obra física sufren.
Argumenta que las inversiones en la educación, especialmente la educación superior, se traducirá en mayores tasas de crecimiento económico y menor desigualdad de ingresos. Mediante la eliminación de la segregación racial, Massey argumenta que muchas divisiones entre las razas que existen se descompondrían, incluyendo la segregación de ingresos. Para lograr la abolición de la segregación racial, Massey argumenta, la simple aplicación de la legislación ya en vigor, como la Ley de Equidad de Vivienda, la Ley de Divulgación Home Mortgage y la Ley de Reinversión en la Comunidad, es necesaria. Para políticas más específicas de cada grupo, deben centrarse en las desigualdades educativas y lingüísticas, para que puedan ser de utilidad en la igualación de oportunidades de empleo, pero otras políticas más específicas dependen de la investigación sobre las diferencias salariales para varios grupos.
Para hacer frente a la desigualdad salarial específicamente en las empresas, se han sugerido auditorías aleatorias de trabajo a nivel nacional, estatal y local. Las auditorías se han utilizado para estudiar y encontrar la desigualdad salarial en el pasado y podría ser utilizado como forma de controlar activamente la presencia de la brecha salarial racial en empresas.

## Limitaciones y críticas de la diferencial salarial racial
La evaluación y la comprensión de las causas y consecuencias de la brecha salarial racial para distintas razas es una parte importante de la comprensión de la desigualdad racial en los Estados Unidos; Sin embargo, la brecha salarial no abarca todos los aspectos de la desigualdad y por lo tanto es útil cuando se entiende en relación con otros tipos de desigualdades. Por ejemplo, los sociólogos Mary C. Waters y Karl Eschbach notaron que otros tipos de desigualdades son importantes para una comprensión holística de la desigualdad en los Estados Unidos, "incluyendo las medidas de salud y demográficas, como las tasas de mortalidad infantil, la esperanza de vida, la morbilidad y la discapacidad".
Los grupos étnicos y raciales también difieren en las tasas de propiedad de vivienda, la segregación residencial, la riqueza general, la exposición a la delincuencia y tóxicos contaminantes y en el acceso al poder en la parte alta de nuestra sociedad". Por lo tanto, la brecha salarial racial es sólo un aspecto de la desigualdad en los Estados Unidos.
Una crítica de la brecha salarial racial ha sido señalada por algunos eruditos: la brecha salarial racial no tiene en cuenta la cantidad de gente en una determinada raza que están desempleados. El examen de los ingresos medios no refleja la disparidad creciente racial en la falta de trabajo. La hipótesis Butler-Heckman establece que los miembros menos cualificados de la sociedad son también los que tienen más probabilidades de no ser empleados, lo que sugiere que la brecha salarial no tiene en cuenta la diferencia global en salarios entre las razas. Un análisis de la brecha salarial en blancos y negros que representa el desempleo encontró que cuando el desempleo se incluyó en el cálculo del salario semanal de convergencia 1950-2000, el porcentaje de convergencia pasó de 13 por ciento a sólo el 3 por ciento.